# Фоти Кирчев
Фоти (Фоте, Воти, Фотий) Николов Кирчев е български революционер, деец на Вътрешната македоно-одринска революционна организация.

## Биография
Фоти Кирчев е роден на 15 март 1875 година в леринското село Зелениче, тогава в Османската империя, днес Склитро, Гърция. От малък е на гурбет в Цариград и от 1900 до 1902 година държи млекарница там. Влиза във ВМОРО и се връща в Зелениче в края на 1902 година. През пролетта на 1903 година получава задача да убие гъркоманския андартски капитан Вангел Георгиев, но успява да ликвидира само гъркоманина кмет на Сребрено и става нелегален - четник при Георги Папанчев. Участва в сражението на 1 май, в което загива войводата Папанчев и след него с останалите осем четници се присъединява към четата на Александър Турунджев. Изпратен с трима четници към Зелениче да прибере криещите се нелегални братя Димитър, Алексо и Начо Христови Цандилеви, на 15 май е открит от минаващия османски гарнизон на Невеска. В завързалото се сражение загиват Васил и Стефо Которчеви, Янко Чавков и Михаил Калинов. Останалите четници се присъединяват към Никола Андреев в Мокрени.
На 12 юли обединените чети на Никола Андреев и Александър Турунджев са обсадени след предателство в местността Кайчин мост между Горно Котори и Негован от четата на Вангел Георгиев - 27 души - и части на леринския гарнизон. След 8-часово сражение Кирчев е ранен тежко в левия крака и заловен от турците. Затворен е в Битоля, измъчван и осъден на 101 години в окови и изпратен в Диарбекир. Амнистиран е с общата амнистия от 1904 година и се установява в Свободна България. Тъй като кракът му е неподвижен, с пари от правителството и Борис Сарафов Кирчев е изпратен за операция във Виена, където му е поставен изкуствен крак и така остава 80 % инвалид.
Установява се в Свободна България. Съучредител е на Леринското благотворително братство през август 1919 година.
На 13 февруари 1943 година, като жител на София, подава молба за българска народна пенсия, която е одобрена и пенсията е отпусната от Министерския съвет на Царство България. В молбата си се определя като „заслужил българин... оставил единия си крак в бой за свободата и националното обединение на нашия изстрадал народ“.
Съпругата му Кръста Христова Цандилева (1881 - ?) също е от Зелениче. Имат две деца – Никола и Василка. Умира на 31 януари 1956 година в София.
- Молба на Кирчев до военния министър да бъде медицински освидетелстван, 25 юни 1943 година
- Молба на Кирчев до областния директор за ходатайство за пенсия пред Министерския съвет, 18 февруари
- Свидетелство за революционната дейност на Кирчев от Илинденската организация, за да може той да получи народна пенсия, 23 юни 1943 година